# Giải vô địch bóng đá nữ Đông Nam Á 2008
Giải vô địch bóng đá nữ Đông Nam Á 2008 (AFF Women's Championship 2008) được tổ chức tại Thành phố Hồ Chí Minh, Việt Nam từ ngày 8 tháng 10 đến ngày 20 tháng 10 năm 2008. Tất cả các trận diễn ra ở Trung tâm thể thao Thành Long.

## Vòng bảng
Chín đội tuyển được chia thành hai bảng đấu vòng tròn 1 lượt chọn 2 đội xếp đầu vào bán kết.
|  | Đội bóng đi tiếp vào vòng trong |

### Bảng A
| Đội       | Tr | T | H | B | BT | BB | HS  | Đ  |
| --------- | -- | - | - | - | -- | -- | --- | -- |
| Việt Nam  | 4  | 4 | 0 | 0 | 24 | 1  | +23 | 12 |
| Myanmar   | 4  | 3 | 0 | 1 | 21 | 3  | +18 | 9  |
| Lào       | 4  | 2 | 0 | 2 | 4  | 14 | −10 | 6  |
| Indonesia | 4  | 1 | 0 | 3 | 3  | 11 | −9  | 3  |
| Malaysia  | 4  | 0 | 0 | 4 | 1  | 24 | −23 | 0  |

| Myanmar | 1 – 3 | Việt Nam |
| ------- | ----- | -------- |
|         |       |          |

| Indonesia | 0 – 1 | Lào |
| --------- | ----- | --- |
|           |       |     |

| Việt Nam | 4 – 0 | Indonesia |
| -------- | ----- | --------- |
|          |       |           |

| Malaysia | 0 – 7 | Myanmar |
| -------- | ----- | ------- |
|          |       |         |

| Myanmar | 7 – 0 | Lào |
| ------- | ----- | --- |
|         |       |     |

| Malaysia | 0 – 11 | Việt Nam |
| -------- | ------ | -------- |
|          |        |          |

| Lào | 3 – 1 | Malaysia |
| --- | ----- | -------- |
|     |       |          |

| Indonesia | 0 – 6 | Myanmar |
| --------- | ----- | ------- |
|           |       |         |

| Indonesia | 0 – 3 | Malaysia |
| --------- | ----- | -------- |
|           |       |          |

| Lào | 0 – 6 | Việt Nam |
| --- | ----- | -------- |
|     |       |          |

### Bảng B
| Đội         | Tr | T | H | B | BT | BB | HS  | Đ |
| ----------- | -- | - | - | - | -- | -- | --- | - |
| Úc          | 3  | 3 | 0 | 0 | 15 | 0  | +15 | 9 |
| Thái Lan    | 3  | 2 | 0 | 1 | 18 | 2  | +16 | 6 |
| Philippines | 3  | 1 | 0 | 2 | 3  | 20 | −17 | 3 |
| Singapore   | 3  | 0 | 0 | 3 | 1  | 15 | −14 | 0 |

| Úc | 2 – 0 | Thái Lan |
| -- | ----- | -------- |
|    |       |          |

| Philippines | 3 – 1 | Singapore |
| ----------- | ----- | --------- |
|             |       |           |

| Singapore | 0 – 6 | Thái Lan |
| --------- | ----- | -------- |
|           |       |          |

| Úc | 7 – 0 | Philippines |
| -- | ----- | ----------- |
|    |       |             |

| Thái Lan | 12 – 0 | Philippines |
| -------- | ------ | ----------- |
|          |        |             |

| Singapore | 0 – 6 | Úc |
| --------- | ----- | -- |
|           |       |    |

## Vòng đấu loại trực tiếp

### Tóm tắt
|  | Bán kết     | Bán kết |               |   | Chung kết | Chung kết |
|  |             |         |               |   |           |           |
|  | 18 tháng 10 |         |               |   |           |           |
|  |             |         |               |   |           |           |
|  | Việt Nam    | 2       |               |   |           |           |
|  | Việt Nam    | 2       | 20 tháng 10   |   |           |           |
|  | Thái Lan    | 1       |               |   |           |           |
|  | Thái Lan    | 1       | Việt Nam      | 0 |           |           |
|  | 18 tháng 10 |         | Việt Nam      | 0 |           |           |
|  |             | Úc      | 1             |   |           |           |
|  | Úc          | Úc      | 1             | 5 |           |           |
|  | Úc          |         |               | 5 |           |           |
|  | Myanmar     | 1       |               |   |           |           |
|  | Myanmar     | 1       | Tranh hạng ba |   |           |           |
|  |             |         |               |   |           |           |
|  | 20 tháng 10 |         |               |   |           |           |
|  |             |         |               |   |           |           |
|  | Thái Lan    | 3       |               |   |           |           |
|  | Thái Lan    | 3       |               |   |           |           |
|  | Myanmar     | 0       |               |   |           |           |

### Bán kết
| Việt Nam | 2 – 1 | Thái Lan |
| -------- | ----- | -------- |
|          |       |          |

| Úc | 5 – 1 | Myanmar |
| -- | ----- | ------- |
|    |       |         |

### Tranh hạng ba
| Thái Lan | 3 – 0 | Myanmar |
| -------- | ----- | ------- |
|          |       |         |

### Chung kết
| Việt Nam | 0 – 1 | Úc |
| -------- | ----- | -- |
|          |       |    |

## Đội vô địch
| Vô địch giải bóng đá nữ Đông Nam Á 2008 |
| --------------------------------------- |
| · Úc · Lần đầu tiên                     |

## Vua phá lưới
- My Nilar Htwe (6 bàn)